# Epicypta kuicurusi
Epicypta kuicurusi är en tvåvingeart som beskrevs av Lane 1954. Epicypta kuicurusi ingår i släktet Epicypta och familjen svampmyggor. Inga underarter finns listade i Catalogue of Life.